# Ronde de Mouscron
La Ronde de Mouscron è una corsa in linea femminile di ciclismo su strada che si tiene ogni aprile intorno a Mouscron, in Belgio. Creata nel 2021 con il patrocinio del comune di Mouscron e l'organizzazione dell'ex ciclista Jean-Luc Vandenbroucke, già dalla prima edizione è stata inserita nel calendario internazionale femminile UCI come gara di classe 1.1.

## Albo d'oro
Aggiornato all'edizione 2024.
| Anno | Vincitrice      | Seconda          | Terza            |
| ---- | --------------- | ---------------- | ---------------- |
| 2021 | Chiara Consonni | Jelena Erić      | Maria Martins    |
| 2022 | Thalita de Jong | Nicole Steigenga | Martina Alzini   |
| 2023 | Martina Fidanza | Anniina Ahtosalo | Valentine Fortin |
| 2024 | Daria Pikulik   | Anniina Ahtosalo | Martina Fidanza  |

## Vittorie per paese
Aggiornato all'edizione 2024.
| Pos. | Paese       | Vittorie |
| ---- | ----------- | -------- |
| 1    | Italia      | 2        |
| 2    | Paesi Bassi | 1        |
| 2    | Polonia     | 1        |